# Utby
För andra betydelser, se Utby (olika betydelser).
Utby är en stadsdel och ett primärområde i stadsområde Nordost i Göteborgs kommun. Stadsdelen har en areal på 273 hektar.

## Bebyggelse
Utby är en egnahemsförort cirka 6 kilometer öster om centrala Göteborg och norr om Säveån. Området började bebyggas omkring 1910 och består nästan uteslutande av radhus, enklare villor och lite pampigare hus. Egnahemsområdet började byggas på 1930-talet av  Egnahemsbyrån och byggdes sedan ut i flera omgångar fram till 1960-talet. Sedan 1970-talet har här nästan inte byggts några fler villor, däremot en del hyresrätter (färdiga 2004–2005) i Fjällbo, den östra delen av Utby. En kraftig förtätning med nybyggda hus, somliga upp till sju våningar, inleddes 2020 inom Fjällbo parks område. 
Området var tidigare landsbygd och namnet kommer från Utby socken som 1571 uppgick i Partille socken.

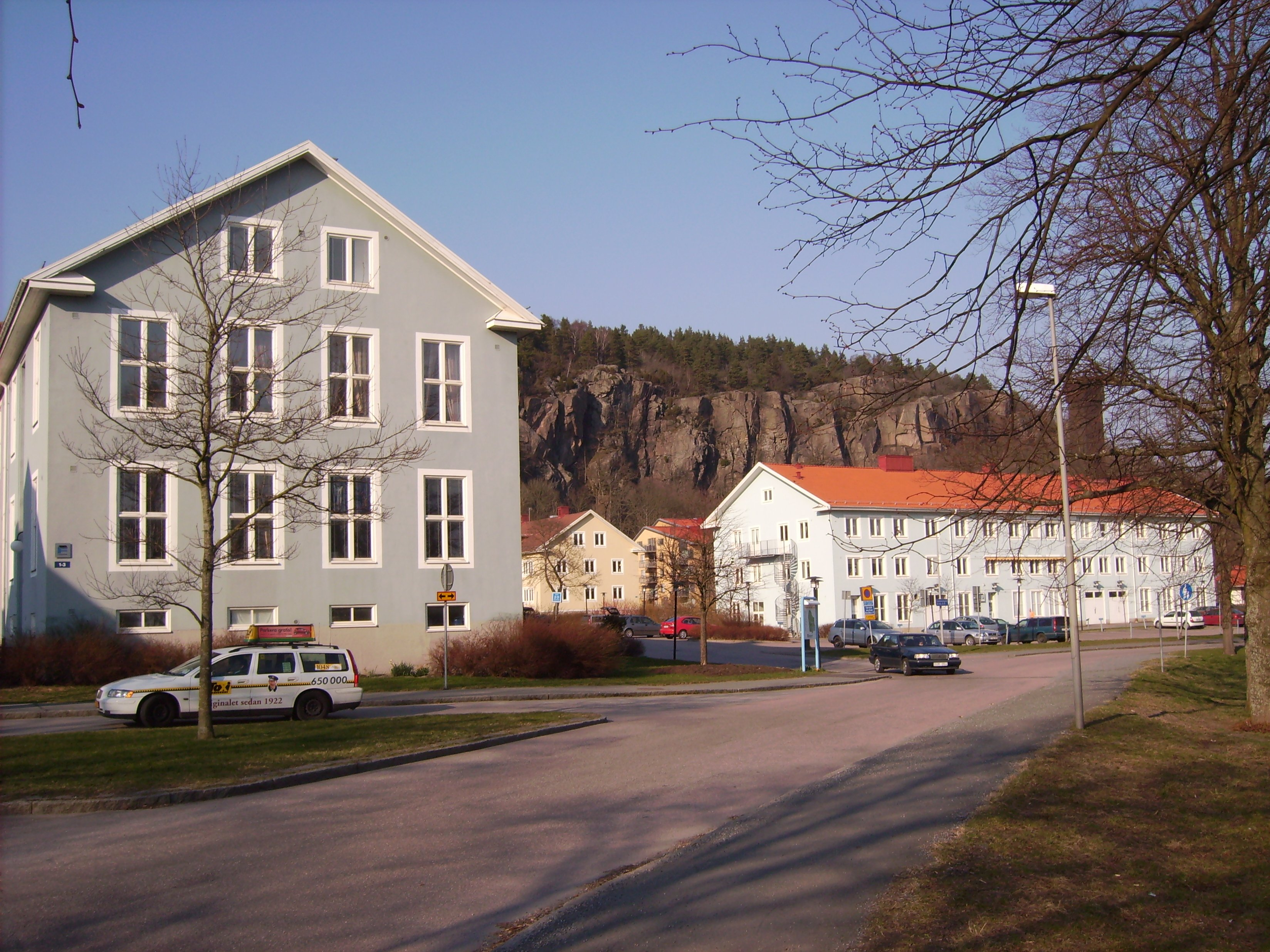
Byggnader inom Fjällbo Park.

Fjällbo Park är ett före detta behandlingshem som numera mestadels är ombyggt till hyresrätter. Denna grupp byggnader uppfördes omkring år 1939. Arkitekt var Gerdt Stendahl i samarbete med Karl Severin Hansson.
Utby kyrka tillhör Nylöse församling.
Anders Mattssonsgatan är uppkallad efter direktören Anders Mattsson, som år 1905 bildade Utbynäs Villastad genom avstyckning av Utby Stom, Västergården, Nedergården och Stora Sörgården. Hans hustru Hulda var initiativtagare till Utby kyrka.

## Natur

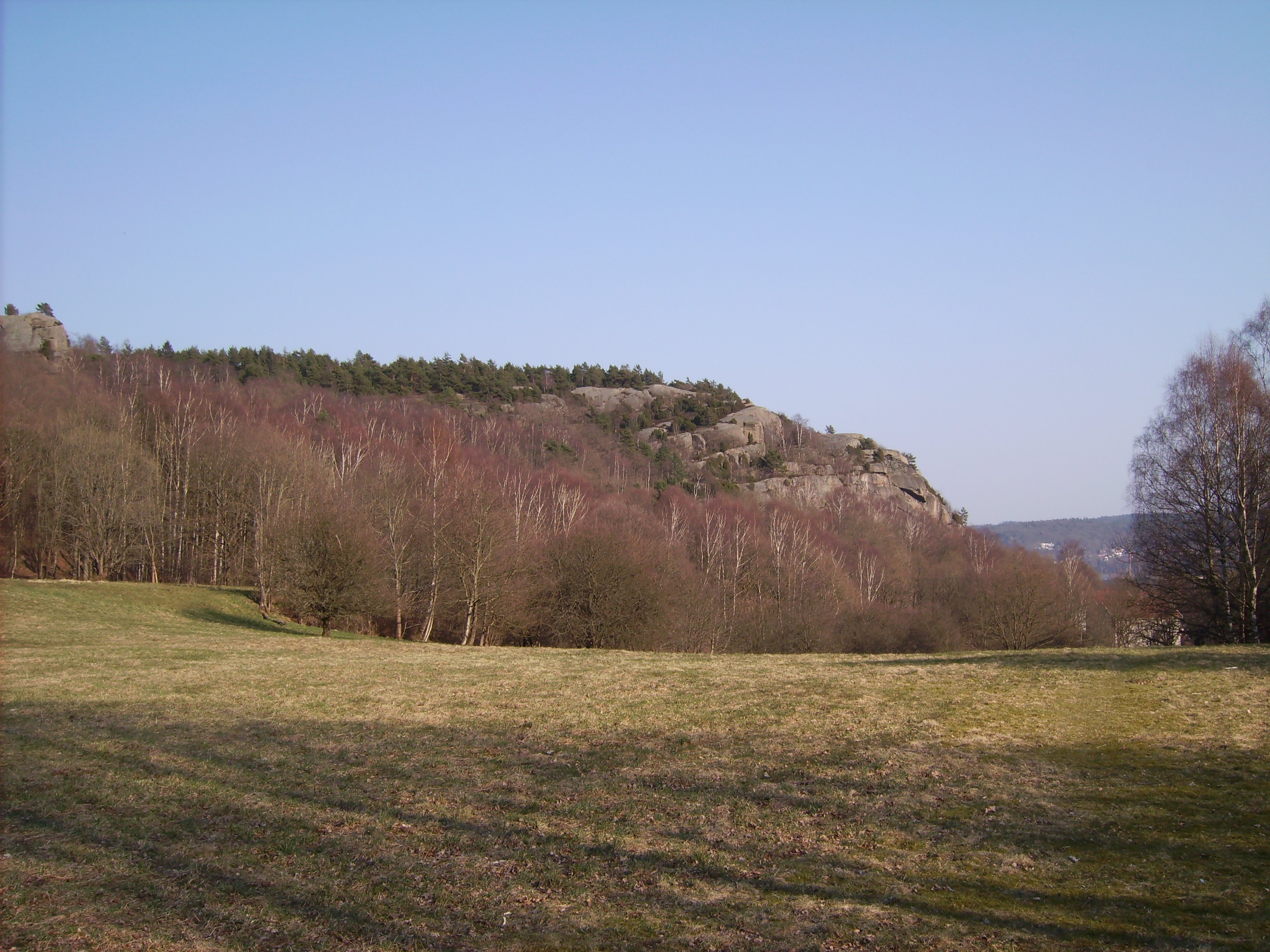
Fjällbo ängar.

Utby är mest känt för sin fina natur och klätterbergen som är av nationell betydelse och lockar klättrare inte bara från Sverige, utan även från Danmark och Norge. Ett årligt arrangemang är Climb In. Nedanför berget ligger Fjällbo ängar inramat i ekskog.

## Näringsliv
I Utby finns en livsmedelsaffär (Hagbergsgatan) och två närlivs (Slåttängsgatan och Frimästaregatan), en pizzeria (I love Pizza), ett hamburge-ställe, ett gatukök, tre frisersalonger samt ett café.
I stadsdelens östligaste del ligger Fjällbo industriområde där ett flertal mindre och medelstora företag håller till längs Vagnmakaregatan. Området uppstod när en huvudverkstad nybyggdes för Statens Järnvägar och togs i bruk årsskiftet 1928/1929. Den ersatte den verkstad som fanns i centrala Göteborg tätt intill SJ:s persontågsstation (blivande Centralstationen). Fjällboverkstaden om 15 000 m² innehöll ca 990 meter spår inomhus och användes främst för underhåll av godsvagnar. År 1931 var antalet arbetare 375. Efter bolagiseringen av SJ tillhör byggnaderna Jernhusen och verkstaden, nu med fem spår, drivs av Swemaint.

## Byggnadskvarter
Ett urval av stadsdelens kvarter:

- 3 kv. Arbogaån
- 4 kv. Bräkneån
- 6 kv. Dalälven
- 7 kv. Fyrisån
- 8 kv. Göta älv
- 9 kv. Helgeån
- 10 kv. Indalsälven
- 11 kv. Klarälven
- 20 kv. Svartån
- 21 kv. Säveån
- 32 kv. Hamrångeån
- 40 kv. Mörrumsån
- 50 kv. Ume älv
- 61 kv. Dörsån
- 62 kv. Fjätälven
- 66 kv. Grövelån
- 67 kv. Handölsån
- 70 kv. Hårkan
- 71 kv. Härjån
- 72 kv. Hörneån
- 74 kv. Järpströmmen
- 75 kv. Kaitum älv
- 76 kv. Korsbäcken
- 78 kv. Kävlingeån
- 80 Kv. Lansån
- 81 kv. Lidan
- 82 kv. Linaälven
- 83 kv. Lofsån
- 87 kv. Malån
- 88 kv. Mittån
- 89 kv. Nossan
- 90 kv. Ogströmmen
- 91 kv. Paubäcken
- 92 kv. Pärlaälven
- 97 kv. Råndan
- 98 kv. Råne älv
- 100 kv. Rörströmsälven
- 105 kv. Höjeån
- 106 kv. Ljungbyån
- 107 kv. Storån
- 110 kv. Tidan
- 111 kv. Tommarpsån
- 112 kv. Trysilsälven
- 113 kv. Tärendö älv
- 114 kv. Tärnaån
- 115 kv. Töre älv
- 117 Kv. Uvån
- 120 kv. Vemån
- 121 kv. Vitbäcken
- 122 kv. Vittangi älv
- 124 kv. Voxna älv
- 125 kv. Vålån
- 126 kv. Åby älv
- 128 kv. Öjan
- 129 kv. Fjällbo
- 130 kv. Almaån
- 131 kv. Brömsebäck
- 132 kv. Bulsjöån
- 133 kv. Dalbergsån
- 134 kv. Drivån
- 135 kv. Enån
- 136 kv. Finspångsån
- 137 kv. Flåsjöån
- 138 kv. Getterån
- 139 kv. Godegårdsån
- 140 kv. Grytån
- 141 kv. Hagbyån
- 142 kv. Halgån
- 143 kv. Härån
- 145 kv. Högvadsån
- 146 kv. Hörbyån
- 147 kv. Hörksälven
- 148 kv. Kilsån
- 149 kv. Klingvallsån
- 150 kv. Krokån
- 151 kv. Kroppån
- 152 kv. Kynne älv
- 153 kv. Kårestadsån
- 154 kv. Kölaälven
- 155 kv. Kölstaån
- 156 kv. Kölån
- 157 kv. Köpingån
- 158 kv. Lillfjäten
- 159 kv. Lillån
- 160 kv. Ljustorpsån
- 161 kv. Lärjeån
- 165 kv. Öjån
- 170 kv. Varån
- 171 kv. Virboån
- 180 kv. Dypån
- 200 kv. Genevadsån
- 205 kv. Malmån
- 210 kv. Verkeån

## Nyckeltal

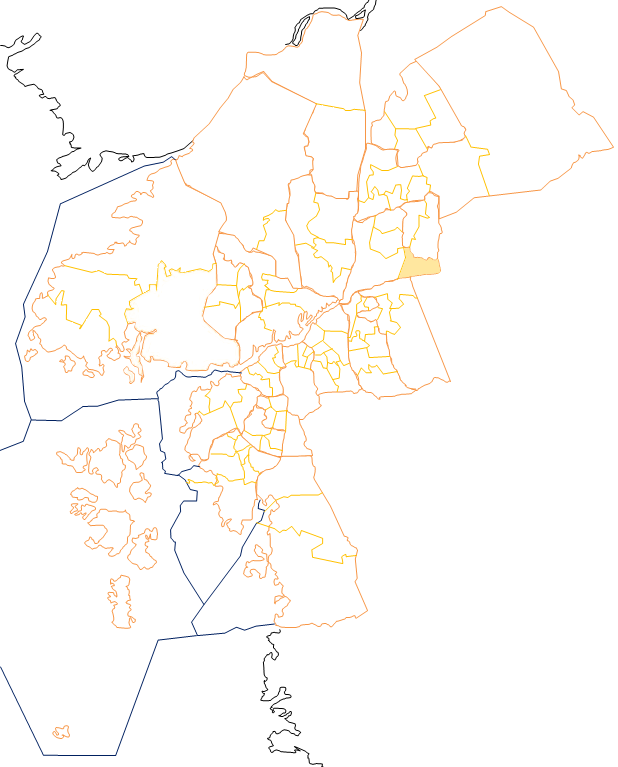
Utby

Nyckeltalen redovisar statistik som beskriver Göteborg och dess 96 delområden, primärområden, per den 31 december och kan användas för att jämföra de olika områdena. Nedan redovisas uppgifter för primärområdet och jämförelse görs mot uppgifterna för hela kommunen.
|                                                           | Utby       | Hela Göteborg |
| --------------------------------------------------------- | ---------- | ------------- |
| Folkmängd                                                 | 6 155      | 587 549       |
| Befolkningsförändring 2020–2021                           | +139       | +4 493        |
| Andel födda i utlandet                                    | 14,5 %     | 28,3 %        |
| Andel utrikes födda eller med två utrikes födda föräldrar | 20,5 %     | 38,1 %        |
| Medelinkomst                                              | 384 500 kr | 332 400 kr    |
| Arbetslöshet                                              | 3,2 %      | 6,6 %         |
| Antal ersatta dagar från F-kassan per person (16-64 år)   | 14,0       | 19,5          |
| Andel med eftergymnasial utbildning (minst 3 år)          | 43,3 %     | 37,9 %        |
| Andel bostäder byggda 1941–1950                           | 47,9 %     |               |
| Andel bostäder i allmännyttan                             | 11,1 %     | 25,9 %        |
| Antal färdigställda bostäder 2021                         | 75         |               |
| Andel bostäder i småhus                                   | 78,2 %     | 18,3 %        |

## Stadsområdes- och stadsdelsnämndstillhörighet
Primärområdet tillhörde fram till årsskiftet 2020/2021 stadsdelsnämndsområdet Östra Göteborg och ingår sedan den 1 januari 2021 i stadsområde Nordost.

## Kända personer från Utby
- Miriam Bryant
- Ace of Base